# 1971 en sports équestres
Chronologie des sports équestres
- 1970 en sports équestres - 1971 en sports équestres - 1972 en sports équestres

Cet article présente les faits marquants de l'année 1971 en sports équestres.

## Événements

### Novembre
- novembre 1971 : sortie du premier numéro de Cheval Magazine[1].

### Année
- 11e édition des championnats d'Europe de saut d'obstacles à Aix-la-Chapelle (Allemagne de l'Ouest).
- 5e édition des championnats d'Europe de dressage 1971 à Wolfsbourg (Allemagne de l'Ouest).
- 9e édition du championnat d'Europe de concours complet d'équitation 1971 à Burghley (Royaume-Uni) qui est remportée par Princesse Anne sur Doublet en individuel et par l'équipe du Royaume-Uni[2].